# Томас Бевик
Томас Бевик (енгл. Thomas Bewick; Чериберн, 12. август 1753 — Гејтшид, 8. новембар 1828) је био енглески графичар и илустратор књига. Сматра се проналазачем дрвореза. Осим тога развио је и нове техничке методе да би начинио финијом тонску скалу дрвореза и да би је проширио (видети ксилографија). Првенствено је радио као илустратор књига о животињама. Тако је на пример илустровао General History of Quadrupeds (од 1785. до 1790) и History of British Birds (1797. до 1804). Од њега потиче велики број вињета са цртежима пејзажа.